# Edicte
El ius edicendi o potestat de fer edictes pertanyia a les altes magistratures del poble romà, però era principalment exercida pels dos pretors, el pretor urbà i el pretor peregrí, la jurisdicció dels quals era exercida a les províncies pels praeses. Els edils curuls també feien edictes, i la seva jurisdicció era exercida (com a mínim durant l'Imperi) a les provinciae populi Romani pels qüestors. No es promulgaren edictes a les Provinciae Caesaris. Els tribuns, censors i pontífexs també promulgaren edictes en les matèries relatives a les seves respectives jurisdiccions. Els edictes eren enumerats per Gaius entre les fonts del dret romà, i aquesta part del dret romà és anomenada en els Pandectes ius Honorium. Així com els edictes dels pretors eren els més importants, el ius honorianum era alguns cops anomenat ius praetorum; però estrictament el ius honorianum era el terme sota els quals es comprenia tots els edictes.
Edicte significa, generalment, qualsevol nota pública feta per una autoritat competent. Però especialment significa, durant la República,
una norma promulgada per un magistrat, que l'escrivia un àlbum, i la dipositava en un lloc conspicu, "Unde de plano recte legi potest". D'aquesta circumstància, l'edicte es considerava una part del ius scriptum. Com que l'ofici d'un magistrat era de caràcter anual, les normes promulgades pel seu predecessor no lligaven al seu successor, però aquest últim podia confirmar o adoptar les normes del seu predecessor, i introduir-les al seu propi edicte i, per tant, aquestes normes adoptades s'anomenaven edictum tralatitium, o vetus, oposats als edictum novum. Un repentinum edictum era una norma que es feia (prout res incidit) per l'ocasió. Un edicte perpetu (perpetuum edictum) era aquella norma que es feia pel magistrat que iniciava el seu ofici, la qual intentava aplicar a tots els casos on era possible aplicar-la, durant l'any del seu mandat: per tant s'anomenava alguns cops annua lex. No s'anomenava perpètua perquè fossin fixades les lleis, sinó perquè cada pretor publicava el seu edicte a l'inici del seu mandat i que s'aplicava de forma continuada (perpetuum). Fins que adaptar els edictes dels sus predecessors no va esdevenir la pràctica entre els magistrats, els edictes no formaven un cos de normes permanents; però quan aquesta pràctica esdevingué comuna, els edictes (edictum tralatitium) aviat constituïren un cos legislatiu extens, que a la pràctica era la part més important de la llei. Els múltiples edictes, un cop establerts, eren anomenats amb els noms dels seus promulgadors, com els edictum Carbonianum; o s'anomenaven en referència a l'actio per la qual foren establertes, Com l'Aquiliana, Publiciana, Rutiliana.
L'origen del poder dels edictes no té una historicitat clara, però tal com els pretors foren magistrats instituïts per a l'administració de justícia per compte dels cònsols i el poder consular representava la continuació de facto del poder del rei de Roma, semblaria que el ius edicendi podria haver sigut un romanent de la prerrogativa reial. Tanmateix això, el poder fou exercit inicialment, i més tard instituït, podria haver sigut que el ius praetorium fos reconegut com una divisió de la llei durant o després dels temps de Ciceró, durant el qual l'estudi dels edictes formà una part de l'estudi regular de la llei. L'edicte dels edils sobre la compravenda d'esclaus és mencionada per Ciceró (de Off. iii.17); el Edictiones Aedilitiae és al·ludit per Plaute (Cap. IV 2 v. 43); i un edicte del pretor peregrí és mencionat a la Lex Galliae Cisalpinae, que probablement pertany al segle viii Ab urbe condita. La Lex Cornelia (67 aC), proveïa contra els abusos del poder dels edictes, declarant que els pretors podrien decidir en casos particulars, 
concordantment al seu edicte perpetu. Sembla que en temps de Ciceró els edictes ja conformaven un extens cos normatiu, cosa que és confirmada pel fet que, en aquell temps, ja s'havia fet un intent per tal d'ordenar-los i comentar-los. Servi Sulpici, el gran jurista i orador i amic de Ciceró, adreçà a Brutus dos brevíssims llibres sobre edictes, que fou seguit per l'obra d'Offilius; tot i que no se sap del cert si l'obra d'Offilius era un intent de recollir i arranjar els diversos edictes, com la subseqüent compilació de Julià, o un comentari com feren molts juristes després que ell.
Els edictes eren en efecte un mètode indirecte de legislar i era la via per la qual s'establien nombroses normes. Fou en certa forma de major efecte, ja que era una via fàcil i més pràctica d'engrandir i alterar progressivament la llei existent, mantenint alhora el sistema en harmonia, que no pas el mètode de legislació directa, i és innegable que la part més valuosa del dret romà deriva dels edictes. si un pretor establia una norma que es trobés injuriosa o inconvenient, queia en desús si no era adoptada pel seu successor. Diverses normes promulgades com edictes sestaven en conformitat al costum existent, particularment en casos de contractes, en què l'edicte hauria tingut l'efecte de convertir en llei el costum. Això sembla que Ciceró vol dir (de Invent. ii 22) quan diu que els edictes depèn en bon mesura del costum.
Sota els emperadors hi havia diversos comentaristes dels edictes. Així Domici Labeó escrigué quatre llibres sobre edictes i una obra dels seus trenta llibres, Ad edictum Praetoris Peregrini, és citada per Ulpià (Dig. 4. tit 3 a 9). Salvi Julià, un distingit jurista, que visqué en temps d'Hadrià i exercí l'ofici de pretor, feu una compilació d'edictes per ordre de l'emperador; l'obra fou ordenada en títols, segons el seu objecte. Fou anomenat Edictum Perpetuum. Salvi Julià sembla haver recollit i arranjat els vells edictes, i probablement ambdós ometeren que havien caigut en desús, i abreujat diverses parts, donant-los un caràcter sistemàtic. L'obra de Julià podria haver tingut gran influència en l'estudi de la llei, i en subsegüents escriptures legals. No sembla probable que els edictes dels dos pretors, juntament amb els Edictum Provinciale, i els edictes dels edils curuls, fossin agrupats en un en aquesta compilació.
Els edictes dels emperadors són esmentats a la Constitutio compilada en el Codi Justinià. El Digest, conté nombrosos fragments de Edicta Perpetuum. GL